# ムズズ大学
ムズズ大学（Mzuzu University）は、マラウイで2番目に設立された大学である。マラウイ北部州の州都であるムズズに置かれている。1997年に設立され、1999年から学生の受け入れを開始した。なお、2008年度時点で、1282人が学士号を、30人が修士号を、9人が博士号をムズズ大学で取得している。

## 組織

### 設置学部
2009年現在、設置されているのは以下の通りである。
- 教育学部（Faculty of Education）
- 情報科学および通信学部（Faculty of Information Science and Communications）
- 環境科学部（Faculty of Information Science and Communications）
- 保健科学部（Faculty of Health Science）
- ホスピタリティー管理学部（Faculty of Tourism and Hospitality Management）

なお、将来的には法学、商学、一般科学、獣医学などを設置予定とのことである。

### 学科専攻コース
2009年現在、設置されているのは以下の通りである。
- 人文科学（Humanities）
- 言語学および文学（Languages and Literature）
- 数学（mathematics department）
- 物理学（Physics）
- 生物学（Biology）
- 教育学（Education and Teaching Studies）
- 林学（Forestry）
- 再生可能エネルギー（Renewable Energy Studies）
- 化学（Chemistry）
- 図書館学（Library and Information Science）
- 情報科学（Information and Communication Technology）

### 研究センター
2009年現在、以下の研究センターが設置されている。
- 公開教育および遠隔教育センター（Centre for Open and Distance Learning）
- 生涯教育センター（Centre for Continuing Education）
- 再生可能エネルギー技術の実験・練習センター {The Test and Training Centre for Renewable Energy Technologies (TCRET)}
- 安全保障センター（Centre for Security Studies）
- 環境教育訓練研究センター（Centre for Environmental Education, Training and Research）